# Brunia dregeana
Brunia dregeana är en tvåhjärtbladig växtart som först beskrevs av Otto Wilhelm Sonder, och fick sitt nu gällande namn av Class.-bockh. och E.G.H.Oliv. Brunia dregeana ingår i släktet Brunia och familjen Bruniaceae. Inga underarter finns listade.